# Prix Benois de la Danse
Prix Benois de la Danse is een jaarlijkse prestigieuze prijs in de balletwereld. Hij wordt omschreven als de oscars van het ballet.

## Geschiedenis
De Benois de la Danse prijs werd opgericht in 1991 door de International Dance Association te Moskou. De prijs is vernoemd naar de Russische kunstcriticus van Franse origine Alexandre Benois (1870-1960).
Vanaf 1992 genoot de prijs bescherming van de UNESCO.

## Opzet
De jaarlijks wisselende jury, bestaande uit collega balletdansers, reiken rond de geboortedag van Benois, de prijzen uit. De prijs omvat een geldsom en een beeldhouwwerkje naar het ontwerp van de Franse kunstenaar Igor Ustinov.

## Edities en winnaars[2]
| Editie | Ballerina                                                                              | Danser | Choreograaf                                                                        | Lifetime achievement                                | Andere |
| ------ | -------------------------------------------------------------------------------------- | --- | ---------------------------------------------------------------------------------- | --------------------------------------------------- | --- |
| 1992   | Nadezjda Gratsjova (Bolsjojballet )                                                    | Julio Bocca (Ballet Argentino Alexander Kølpin (Koninklijk Ballet )                                                      | John Neumeier (Hamburg Ballett )                                                   |                                                     | |
| 1993   | Isabelle Guérin (Parijse Operaballet )                                                 | Andrej Oevarov (Bolsjojballet )                                                                                          | Jiří Kylián (Nederlands Dans Theater )                                             |                                                     | |
| 1994   | Sylvie Guillem (Royal Ballet )                                                         | Sergej Filin (Bolsjojballet )                                                                                            | Roland Petit (Ballet national de Marseille                                         |                                                     | |
| 1995   | Galina Stepanenko (Bolsjojballet ) Dominique Khalfouni (Ballet national de Marseille ) | Nicolas Le Riche (Parijse Operaballet )                                                                                  | Angelin Preljocaj (Ballet Preljocaj                                                |                                                     | |
| 1996   | Diana Visjnjova Joelia Machalina (Mariinskiballet )                                    | Irek Moechamedov (Royal Ballet ) Vladimir Derevjanko (Sächsische Staatsoper )                                            | Valentin Jelizarjev (Nationale Opera en Ballet van Belarus                         |                                                     | componist George Kouroupos |
| 1997   | Oeljana Lopatkina (Mariinskiballet )                                                   | Gregor Seyffert (Komische Oper Berlin ) Faroech Roezimatov (Mariinskiballet )                                            |                                                                                    |                                                     | |
| 1998   | Marie-Claude Pietragalla (Parijse Operaballet )                                        | Manuel Legris (Parijse Operaballet ) Vladimir Malachov (Stuttgarter Ballett )                                            | Carolyn Carlson (Parijse Operaballet ) Davide Bombana (Bayerisches Staatsballett ) |                                                     | designer Olivier Debré |
| 1999   | Élisabeth Platel (Parijse Operaballet ) Kang Sue-jin (Stuttgarter Ballett )            | Nikolaj Tsiskaridze (Bolsjojballet )                                                                                     | Jiří Kylián (Nederlands Dans Theater )                                             |                                                     | |
| 2000   | Julie Kent (American Ballet Theatre Alessandra Ferri Ballet van het Teatro alla Scala  | Jean-Guillaume Bart (Parijse Operaballet ) Ángel Corella (American Ballet Theatre )                                      | Nacho Duato (Nationaal Dansgezelschap )                                            | Alicia Alonso                                       | designer Jaffar el Halabi |
| 2002   | Aurélie Dupont (Parijse Operaballet ) Anastasia Volotsjkova (Mariinskiballet )         | Jeffrey Gerodias (Alvin Ailey American Dance Theater ) Jiří Bubeníček (Hamburg Ballett )                                 |                                                                                    | Rudi van Dantzig William Forsythe                   | designer Jurgen Rose |
| 2003   | Lucia Lacarra (Bayerisches Staatsballett )                                             | Lukáš Slavický (Bayerisches Staatsballett )                                                                              | David Dawson (Het Nationaal Ballet ) Édouard Lock (La La La Human Steps)           | Michail Barysjnikov Maurice Béjart Marina Semjonova | |
| 2004   | Alina Cojocaru (Royal Ballet )                                                         | Laurent Hilaire (Parijse Operaballet ) Lloyd Riggins (Hamburg Ballett )                                                  | Paul Lightfoot & Sol León (Nederlands Dans Theater )                               |                                                     | |
| 2005   | Svetlana Zacharova (Mariinskiballet ) Marie-Agnès Gillot (Parijse Operaballet )        | Mathieu Ganio (Parijse Operaballet )                                                                                     | Aleksej Ratmanski (Bolsjojballet )                                                 | Trisha Brown Hans van Manen                         | |
| 2006   | Jekaterina Kondaoerova (Mariinskiballet ) Kim Joo-won (Korea National Ballet )         | Di Wang (Guangzhou Dance company ) Leonid Sarafanov (Mariinskiballet )                                                   | Boris Ejfman (Boris Ejfman Ballet )                                                | Mats Ek                                             | |
| 2007   | Agnès Letestu (Parijse Operaballet ) Svetlana Loenkina (Bolsjojballet )                | Hervé Moreau (Parijse Operaballet )                                                                                      | Martin Schläpfer (Ballet Mainz )                                                   | Laurent Hilaire                                     | designer Carlos Gallardo |
| 2008   | Tamara Rojo (Royal Ballet ) Silvia Azzoni (Hamburg Ballett )                           | Marcelo Gomes (American Ballet Theatre ) Carlos Acosta (Royal Ballet )                                                   | Jean-Christophe Maillot (Ballets de Monte-Carlo )                                  | Fernando Alonso                                     | |
| 2009   | Natalja Osipova (Bolsjojballet ) Kirsty Martin (Australian Ballet )                    | Ivan Vasiljev (Bolsjojballet ) Joaquín De Luz (New York City Ballet )                                                    | Wayne McGregor (Royal Ballet ) José Martínez (Parijse Operaballet )                |                                                     | |
| 2010   | Hélène Bouchet (Hamburg Ballett )                                                      | David Hallberg (American Ballet Theatre ) Thiago Bordin (Hamburg Ballett                                                 |                                                                                    | Peter Farmer Ohad Naharin                           | |
| 2011   | Bernice Coppieters (Ballets de Monte-Carlo ) Zhu Yan (Nationaal Ballet )               | Fernando Romero (Teatro Lope de Vega ) Rolando Sarabia (Miami City Ballet ) Semjon Tsjoedin (Stanislavsky Ballet Company | Sidi Larbi Cherkaoui en Damien Jalet (Eastman Company ) Jorma Elo (Boston Ballet   | Toer van Schayk                                     | |
| 2012   | Alina Cojocaru (Royal Ballet )                                                         | Mathias Heymann (Parijse Operaballet ) Carsten Jung (Hamburg Ballett )                                                   | Lar Lubovitch (Lar Lubovitch Dance Company )                                       | Pierre Lacotte                                      | componist: Michel Legrand |
| 2013   | Olga Smirnova (Bolsjojballet )                                                         | Alban Lendorf (Koninklijk Ballet ) Vadim Moentagirov (English National Ballet                                            | Hans van Manen (Het Nationale Ballet ) Christopher Wheeldon (Royal Ballet )        | John Neumeier                                       | |
| 2014   | Polina Semjonova (American Ballet Theatre ) Mariko Kida (Koninklijk Ballet             | Herman Cornejo (American Ballet Theatre )                                                                                | Aleksej Ratmanski (American Ballet Theatre )                                       | Brigitte Lefèvre                                    | |
| 2015   | Svetlana Zacharova (Bolsjojballet )                                                    | Edward Watson (Royal Ballet )                                                                                            | Christopher Wheeldon (Royal Ballet )                                               | Sylvie Guillem                                      | compnist: Joby Talbot designer: John Macfarlane Benois-Moscow Massine-Positano-prijs: Ana Laguna Benois-Moscow Massine-Positano-prijs: Edward Watson |
| 2016   | Alicia Amatriain (Stuttgarter Ballett ) Hannah O'Neill (Parijse Operaballet )          | Kim Kimin (Mariinskiballet )                                                                                             | Johan Inger (Nederlands Dans Theater ) Joeri Posochov (Bolsjojballet               | Edward Watson John Neumeier                         | Designer: Ren Dongsheng Benois-Moscow Massine-Positano-prijs: Jekaterina Krysanova                                                                   |
| 2017   | Ludmila Pagliero (Parijse Operaballet ) María Riccetto (Ballet Nacional Sodre )        | Hugo Marchand (Parijse Operaballet ) Denis Rodkin (Bolsjojballet )                                                       | Crystal Pite (Kidd Pivot )                                                         | Marcia Haydée                                       | |
| 2018   | Park Sae-eun (Parijse Operaballet )                                                    | Isaac Hernández (English National Ballet ) Vladislav Lantratov (Bolsjojballet                                            | Deborah Colker (Deborah Colker Compagnie ) Joeri Posochov (Bolsjojballet           | Natalia Makarova                                    | componist: Ilja Demoetski designer: Kirill Serebrennikov Benois-Moscow Massine-Positano-prijs: Maria Kotsjetkova                                     |
| 2019   | Elisa Carrillo Cabrera (Staatsballett Berlin ) Ashley Bouder (New York City Ballet )   | Vadim Moentagirov (Royal Ballet )                                                                                        |                                                                                    | Jiří Kylián                                         | |